# Equação diferencial de Bernoulli
A Equação diferencial de Bernoulli, cujo nome vem de Jakob Bernoulli, é uma equação diferencial ordinária não linear, de primeira ordem, da forma:
| {\displaystyle y'+P(x)y=Q(x)y^{n}.} | (0.1) |

onde {\displaystyle n} é um qualquer número real. Para {\displaystyle n\neq 0} e {\displaystyle n\neq 1} esta equação diferencial não é linear.

## Desenvolvimento
Para a resolver, vamos fazer uma mudança de variável dependente que a vai transformar numa equação diferencial linear de primeira ordem.
Começamos por dividir ambos membros por {\displaystyle y^{n}:}
| {\displaystyle y^{-n}y'+P(x)y^{1-n}=Q(x).} | (0.2) |

Seja agora
{\displaystyle w=y^{1-n}}
Derivando {\displaystyle w} obtemos
{\displaystyle w'=(1-n)y^{1-n-1}y'=(1-n)y^{-n}y'}
Multiplicando ambos membros de (0.2) por {\displaystyle 1-n,} fica
| {\displaystyle (1-n)y^{-n}y'+(1-n)P(x)y^{1-n}=(1-n)Q(x).} | (0.3) |

Ou seja,
| {\displaystyle w'+(1-n)P(x)w=(1-n)Q(x).} | (0.4) |

A última equação é uma equação diferencial linear que (supondo, como acima, {\displaystyle P(x)} e {\displaystyle Q(x)} contínuas) pode ser resolvida pelo processo anteriormente descrito, chegando-se à solução geral de (0.9), depois de se substituir {\displaystyle w} por {\displaystyle y^{1-n}.}

## Exemplo
Vamos resolver a seguinte equação diferencial
| {\displaystyle {\frac {dy}{dx}}+{\frac {1}{x}}y=xy^{2}.} | (0.5) |

Dividindo ambos os membros por {\displaystyle y^{2}} fica
| {\displaystyle y'y^{-2}+{\frac {1}{x}}y^{-1}=x.} | (0.6) |

Pondo
| {\displaystyle w=y^{-1}.} |

| {\displaystyle w'=-y^{-2}y'.} |

A equação (0.6) é equivalente a
| {\displaystyle -y^{-2}y'-{\frac {1}{x}}y^{-1}=-x.} | (0.7) |

Substituindo {\displaystyle y} por {\displaystyle w,} vem
| {\displaystyle w'-{\frac {1}{x}}w=-x.} | (0.8) |

Usando a notação anterior,
{\displaystyle P(x)=-{\frac {1}{x}}} e {\displaystyle Q(x)=-x.}
{\displaystyle \int _{}^{}P(x)\,dx=\int _{}^{}-{\frac {1}{x}}\,dx=-\ln |x|=\ln |x|^{-1}}
onde
{\displaystyle e^{\int _{}^{}P(x)\,dx}=e^{\ln |x|^{-1}}=|x|^{-1}}
e
{\displaystyle \int _{}^{}e^{\int _{}^{}P(x)\,dx}Q(x)\,dx=\int _{}^{}|x|^{-1}(-x)\,dx=\left\{{\begin{matrix}\int _{}^{}-1\,dx,&{\mbox{se }}x\geq 0\\\int _{}^{}1\,dx,&{\mbox{se }}x<0\end{matrix}}\right.=\left\{{\begin{matrix}-x&{\mbox{se }}x\geq 0\\x&{\mbox{se }}x<0\end{matrix}}\right.=-|x|.}
A solução geral de (0.8) é dada por
{\displaystyle e^{\int _{}^{}P(x)\,dx}w=\int _{}^{}e^{\int _{}^{}P(x)\,dx}Q(x)\,dx+C}
ou seja,
| {\displaystyle \|x\|^{-1}w=-\|x\|+C.} | (0.9) |

Para {\displaystyle x\neq 0,} (0.9) é equivalente a
{\displaystyle w=-|x|^{2}+C|x|,}
ou seja, atendendo a que C é uma constante qualquer,
{\displaystyle w=-|x|^{2}+Cx.}
Substituindo {\displaystyle w} por {\displaystyle y^{-1},} vem
{\displaystyle y^{-1}=-x^{2}+Cx,}
ou ainda,
{\displaystyle y={\frac {1}{-x^{2}+Cx}}.}